# Сали Филд
Сали Маргарет Филд (енгл. Sally Margaret Field) је америчка глумица, рођена 6. новембра 1946. године у Пасадени, Калифорнија.

## Филмографија
| Год. | Српски назив              | Оригинални назив                                        | Улога                    |
| ---- | ------------------------- | ------------------------------------------------------- | ------------------------ |
| 1967 |                           | The Way West                                            | Mercy McBee              |
| 1976 |                           | Stay Hungry                                             | Mary Tate Farnsworth     |
| 1977 | Смоки и Бандит            | Smokey and the Bandit                                   | Carrie / 'Frog'          |
| 1977 |                           | Heroes                                                  | Carol Bell               |
| 1978 |                           | The End                                                 | Mary Ellen               |
| 1978 |                           | Hooper                                                  | Gwen Doyle               |
| 1979 |                           | Norma Rae                                               | Norma Rae                |
| 1979 |                           | Beyond the Poseidon Adventure                           | Celeste Whitman          |
| 1980 | Смоки и Бандит, други део | Smokey and the Bandit II                                | Carrie / 'Frog'          |
| 1981 |                           | Back Roads                                              | Amy Post                 |
| 1981 |                           | Absence of Malice                                       | Megan Carter             |
| 1982 |                           | Kiss Me Goodbye                                         | Kay Villano              |
| 1984 |                           | Places in the Heart                                     | Edna Spalding            |
| 1985 |                           | Murphy's Romance                                        | Emma Moriarty            |
| 1987 |                           | Surrender                                               | Daisy Morgan             |
| 1988 |                           | Punchline                                               | Lilah Krytsick           |
| 1989 | Челичне магнолије         | Steel Magnolias                                         | M'Lynn Eatenton          |
| 1991 |                           | Not Without My Daughter                                 | Betty Mahmoody           |
| 1991 |                           | Soapdish                                                | Celeste Talbert / Maggie |
| 1993 |                           | Homeward Bound: The Incredible Journey                  | Sassy                    |
| 1993 | Госпођа Даутфајер         | Mrs. Doubtfire                                          | Miranda Hillard          |
| 1994 |                           | A Century of Cinema                                     | Herself                  |
| 1994 | Форест Гамп               | Forrest Gump                                            | Mrs. Gump                |
| 1996 |                           | Eye for an Eye                                          | Karen McCann             |
| 1996 |                           | Homeward Bound II: Lost in San Francisco                | Sassy                    |
| 2000 |                           | Where the Heart Is                                      | Mama Lil                 |
| 2001 |                           | Say It Isn't So                                         | Valdine Wingfield        |
| 2003 |                           | Legally Blonde 2: Red, White and Blonde                 | Rep. Victoria Rudd       |
| 2003 |                           | Going Through Splat: The Life and Work of Stewart Stern | Herself                  |
| 2006 |                           | Two Weeks                                               | Anita Bergman            |
| 2012 | Чудесни Спајдермен        | The Amazing Spider-Man                                  | May Parker               |
| 2014 | Чудесни Спајдермен 2      | The Amazing Spider-Man 2                                | May Parker               |